# Єгоров Олександр Миколайович (партійний діяч)
Олекса́ндр Микола́йович Єго́ров (нар. 1904, місто Москва, Російська Федерація — 17 квітня 1988, місто Москва, Російська Федерація) — радянський політичний діяч, 1-й секретар ЦК КП(б) Карело-Фінської РСР (1950—1955). Член ЦК КПРС у 1952—1956 роках. Депутат Верховної Ради СРСР 2—4-го скликань (1947—1958).

## Біографія
У 1920—1921 роках служив у Червоній армії.
Член РКП(б) з 1921 року.
У 1921—1922 роках — на відповідальній роботі в апараті Рогозько—Симоновського районного комітету РКП(б) міста Москви; Бронницькому повітовому комітеті комсомолу (РКСМ) Московської губернії.
У 1923—1926 роках — слухач робітничого факультету у Москві. У 1926—1931 роках — студент Інституту червоної професури у Москві.
У 1932 році — завідувач відділу культури і пропаганди ленінізму комітету ВКП(б) Сталінградського тракторного заводу.
У 1932—1936 роках — завідувач відділу культури і пропаганди ленінізму Саратовського міського комітету ВКП(б), завідувач відділу шкіл Саратовського крайового комітету ВКП(б).
У 1936—1937 роках — завідувач відділу пропаганди, агітації і друку Ярославського обласного комітету ВКП(б).
У 1937—1938 роках — 1-й секретар Рибінського міського комітету ВКП(б) Ярославської області.
У 1938—1941 роках — завідувач відділу народної освіти виконавчого комітету Ярославської обласної ради депутатів трудящих; заступник голови виконавчого комітету Ярославської обласної ради депутатів трудящих.
У 1941 — липні 1942 року — секретар Ярославського обласного комітету ВКП(б).
У липні 1942—1943 роках — 2-й секретар Ярославського обласного комітету ВКП(б).
У 1943—1944 роках — 2-й секретар Воронезького обласного комітету ВКП(б).
У 1944—1946 роках — 1-й секретар Черниковського міського комітету ВКП(б) Башкирської АРСР.
4 жовтня 1946 — вересень 1950 року — 1-й секретар Брянського обласного комітету ВКП(б).
27 вересня 1950 — 16 серпня 1955 року — 1-й секретар ЦК КП(б) Карело-Фінської РСР.
У 1955—1961 роках — заступник голови виконавчого комітету Омської обласної ради депутатів трудящих.
З 1961 року — персональний пенсіонер союзного значення. Проживав у Москві. Похований на Кунцевському цвинтарі Москви.

## Нагороди
- орден Вітчизняної війни І ст.
- орден Трудового Червоного Прапора
- орден «Знак Пошани»
- медалі